# Rafael Manzano
Rafael Manzano Martos (Cádiz, 6 de noviembre de 1936) es un arquitecto español.

## Biografía
Nacido en Cádiz, el 6 de noviembre de 1936, en la calle Veedor, a los 6 años se traslada a Jerez de la Frontera donde su padre, Rafael Manzano Trujillo (1902-1990), era gerente de Comercial Ferretera Andaluza, negocio situado en calle Porvera. Estudió en el Colegio de Ntra. Sra. del Pilar (Marianistas) de Jerez de la Frontera, donde vivió su segunda niñez y juventud. Tuvo su estudio en la calle Gaitán, según describe José Ramón Fernández Lira en su artículo sobre dicha calle.
Sobre su origen, Rafael Manzano aclara: 

Pues que la gente de fuera que me conoce relativamente como arquitecto siempre dice que Manzano es un arquitecto de Jerez, y es verdad. Pero luego otros más conocedores de la verdad dicen, bueno, Manzano es de Cádiz y digo sí, es más cierto aún, aunque también me gusta ser de Jerez. No era tan exclusivista como mi madre, pues Jerez nunca llegó a penetrar en ella, pero para mí Jerez fue una gran maestra en arquitectura, complementaria a la de Cádiz. Si se pudieran sintetizar en una sola pieza Jerez y Cádiz sería la ciudad más bella del mundo sin dudarlo. Porque cada una tiene su belleza pero absolutamente dispar, y la belleza de ambas es ser tan distintas y estar tan cerca y unidas por otras poblaciones tan bellas y hermosas que conforman el entorno y el marco perfecto para unir una con la otra.
Rafael Manzano

Estudió arquitectura en la Escuela Técnica Superior de Arquitectura de Madrid, alcanzando el título de Arquitecto en 1961, y dos años más tarde el Doctorado. En 2010 se convierte en el primer arquitecto español en recibir el Premio Richard H. Driehaus.
Discípulo del prestigioso arquitecto e historiador Fernando Chueca Goitia, trabaja en su estudio, donde amplía su formación como restaurador e historiador del arte de la arquitectura y el urbanismo; colaborando además en la Escuela de Estudios Árabes, donde acrecentaría su interés por la historia y la arqueología islámica.
Arquitecto del Servicio de Defensa del Patrimonio Artístico Nacional de la Dirección General de Bellas Artes, en 1970 llegó a ocupar la Dirección del Alcázar de Sevilla.
Desde 1966 es catedrático de Historia General del Arte en la Escuela Técnica Superior de Arquitectura de Sevilla, donde imparte docencia durante muchos años, llegando a ser Director-Decano de 1974 hasta 1978. Desde 1970 y hasta 1991 fue director-Conservador de los Reales Alcázares de Sevilla, tras la muerte de su antecesor, Joaquín Romero Murube, con quien ya había colaborado allí en trabajos de restauración. Desde 1971 y hasta el año 1981 preside la comisión de obras del Real Patronato de la Alhambra y el Generalife, asesorando en obras realizadas en ese tiempo que merecieron el Premio Schiller de Restauración de Monumentos en el año 1980.

### Familia
Su madre fue María Luisa Martos Lalanne. Su tío materno, el general de brigada Luis Martos Lalanne (también censor), fue condecorado como Gran Oficial de la Orden al Mérito de la República Italiana, así como con la Gran Cruz del Mérito Militar.
Sus abuelos paternos fueron el empresario Rafael Manzano Bazán y María de la Concepción Trujillo Marín.
Sus abuelos maternos fueron Luis Martos y María Lalanne.
Su hermano Ernesto falleció el 19 de abril de 2020, víctima del COVID-19.

## Obra
Sus trabajos más importantes en el campo de la arqueología son los realizados sobre la ciudad califal de Medina Azahara en Córdoba, donde ejerció el cargo de director-conservador desde 1975 hasta 1985.
Ha realizado trabajos de restauración y consolidación de monumentos, tanto en España como en el extranjero, e impartido cursos sobre la materia en distintos países. Sus publicaciones sobre arquitectura medieval e islámica son muy numerosas y muy interesantes.
Para la ciudad de Sevilla lleva a cabo diversos trabajos de restauración y consolidación de monumentos, entre ellos se citan los realizados para la Catedral de Sevilla, las iglesias de San Marcos, Santa Marina y Omnium Sanctorum; el Palacio de las Dueñas o el Museo de Arte Contemporáneo.
Para la provincia sevillana ha trabajado también en importantes obras de este tipo, como los de Consolidación y Museo de Itálica en Santiponce, los realizados en las murallas y la Iglesia de Santa María de Marchena, y en la Colegiata de Osuna. El ayuntamiento de Osuna le concedió la Medalla de Plata de dicha villa en 2001.
El 9 de abril de 2021 recibió la Medalla Pro Ecclesia et Pontifice por su servicio a la Iglesia católica.

## Honores académicos
Es miembro de número de varias instituciones académicas españolas entre las que destacan la Real Academia de Bellas Artes de San Fernando, las Reales Academias de la Historia y de las Bellas Artes de Granada, Córdoba, Cádiz, Málaga, Écija, Toledo y La Coruña, y la Real Academia Sevillana de Buenas Letras. Ha recibido también la Medalla de las Bellas Artes en 1972 y es Comendador con Placa de la Orden Civil de Alfonso X el Sabio desde 1967.
En 2010 le fue otorgado el Premio Richard H. Driehaus de Arquitectura Clásica por toda su carrera. Con motivo de la entrega de este premio, el mecenas norteamericano Richard H. Driehaus anunció la creación en España de un nuevo galardón con su nombre, destinado a la defensa del patrimonio y de las tradiciones arquitectónicas españolas: el Premio Rafael Manzano de Nueva Arquitectura Tradicional. Este premio se concedió por vez primera en el año 2003.
Hijo Predilecto de Cádiz en 2011.
En 2015 le fue concedida la Medalla de Honor del Instituto de Academias de Andalucía. En 2019 le fue concedida la Medalla de Honor de la Real Academia de Bellas Artes de Granada, en 2021 la Medalla Pro Ecclesia et Pontifice y en 2022 el V Premio Federico Joly.
Viudo de Concepción Pérez Montes, una prima paterna suya oriunda de Alhama de Granada, tiene dos hijos, Julia María (arquitecta) y Miguel Ángel (fotógrafo).